# Kup Srbije i Crne Gore
De Kup Srbije i Crne Gore was het voetbalbekertoernooi in de Federale Republiek Joegoslavië (ook Klein-Joegoslavië genoemd) en de confederatie Servië en Montenegro (naam vanaf 2003) tussen het uiteenvallen van Joegoslavië in 1992 en de deling van Servië en Montenegro in 2006.
Het toernooi was de rechtsopvolger van de Joegoslavische voetbalbeker en werd georganiseerd door de Fudbalski Savez Srbije i Crne Gore (FSSCG). De Servische voetbalbeker werd in 2006 de rechtsopvolger, en ook de Montenegrijnse voetbalbeker ging toen officieel van start.

## Finales Klein-Joegoslavië
| Jaar | Winnaar             | Uitslag           | Finalist            |
| ---- | ------------------- | ----------------- | ------------------- |
| 1993 | Rode Ster Belgrado  | 0-1, 1-0 ns (5-4) | Partizan Belgrado   |
| 1994 | Partizan Belgrado   | 3-2, 6-1          | Spartak Subotica    |
| 1995 | Rode Ster Belgrado  | 4-0, 0-0          | FK Obilic           |
| 1996 | Rode Ster Belgrado  | 3-0, 3-1          | Partizan Belgrado   |
| 1997 | Rode Ster Belgrado  | 0-0, 1-0          | Vojvodina Novi Sad  |
| 1998 | Partizan Belgrado   | 0-0, 2-0          | FK Obilic           |
| 1999 | Rode Ster Belgrado  | 4-2               | Partizan Belgrado   |
| 2000 | Rode Ster Belgrado  | 4-0               | Napredak Krusevac   |
| 2001 | Partizan Belgrado   | 1-0               | Rode Ster Belgrado  |
| 2002 | Rode Ster Belgrado  | 1-0               | FK Sartid Smederevo |
| 2003 | FK Sartid Smederevo | 1-0 nv            | Rode Ster Belgrado  |

## Finales Servië en Montenegro
| Jaar | Winnaar            | Uitslag | Finalist                |
| ---- | ------------------ | ------- | ----------------------- |
| 2004 | Rode Ster Belgrado | 1-0     | Budućnost Banatski Dvor |
| 2005 | Zeleznik Belgrado  | 1-0     | Rode Ster Belgrado      |
| 2006 | Rode Ster Belgrado | 4-2 nv  | OFK Belgrado            |